# Гончарі (Львівський район)
Гончарі́ — село в Україні, в Давидівській сільській громаді, Львівського району, Львівської області. Орган місцевого самоврядування — Давидівська сільська громада. Населення становить 318 осіб. До 2020 року Гончарі разом з селами Виннички та Дмитровичі підпорядковувалися Винничківській сільській раді.

## Населення
У 1880 році в селі мешкало 237 осіб. Станом на січень 1939 року у селі мешкало 430 осіб, з них: 20 українців, 405 поляків та 5 юдеїв. За даними всеукраїнського перепису населення 2001 року у селі мешкало 318 осіб.
Мова
Розподіл населення за рідною мовою за даними перепису 2001 року був наступним:
| українська | 315 | 99,06 |
| російська  | 3   | 0,94  |

## Географія
Село розташовано за 17 км на південний схід від обласного та районного центрів — міста Львова та 3,5 км від найближчої залізничної станції — Давидів на лінії Львів — Ходорів. Межує з селами Шоломинь, Давидів, Виннички та Дмитровичі.

## Топоніми
Виконавчий комітет Львівської обласної Ради народних депутатів рішенням від 18 грудня 1990 року вніс в адміністративно-територіальний устрій окремих районів такі зміни: у Пустомитівському районі: уточнив назву села Гончарі Винничківської сільради на село Гончари
19 вересня 2024 року Верховна Рада України підтримала перейменування села Гончари Львівського району на село Гончарі. 26 вересня 2024 року перейменування набуло чинності.

### Урбаноніми
Кількість елементів інфраструктури в селі — це 7 вулиць з 126 будинками.
Вулиці
- Джерельна
- Зелена
- Луцишина Володимира
- Малинова
- Садова
- Тиха
- Центральна

## Пам'ятки, визначні місця
- Церква святих великомучениць Віри, Надії, Любові та їх матері Софії, споруджена на початку 2000-х років та належить до Пустомитівського благочиння, Львівсько-Сокальської єпархії Православної церкви України.

## Археологічні розвідки
На території села Гончарі виявлені залишки поселення бронзової доби. Існує переказ, що в часи Київської Русі в селі Гончарі мешкали ремісники — гончарі, які обслуговували столицю Звенигородського князівства — Звенигород.

## Інфраструктура
У селі функціонує загальноосвітня школа I-III ступенів — Гончарівська філія Давидівського ліцею імені Т. Г. Шевченка, розрахована на 40 учнів. Станом на жовтень 2024 року у школі навчається 10 дітей. Також у селі є бібліотека-філія, яка тимчасово не працює.

## Відомі люди
- Луцишин Володимир Володимирович (1985-2015) — український військовик, старший солдат Збройних сил України, учасник російсько-української війни. Похований на сільському цвинтарі[19]. У травні 2016 року на приміщенні Гончарівської школи відкрито меморіальну таблицю на пошанування Володимира Луцишина[20].